# قلعه‌نو (افغانستان)
قلعهٔ‌نو مرکز ولایت بادغیس در شمال‌غرب افغانستان است.

## جغرافیا

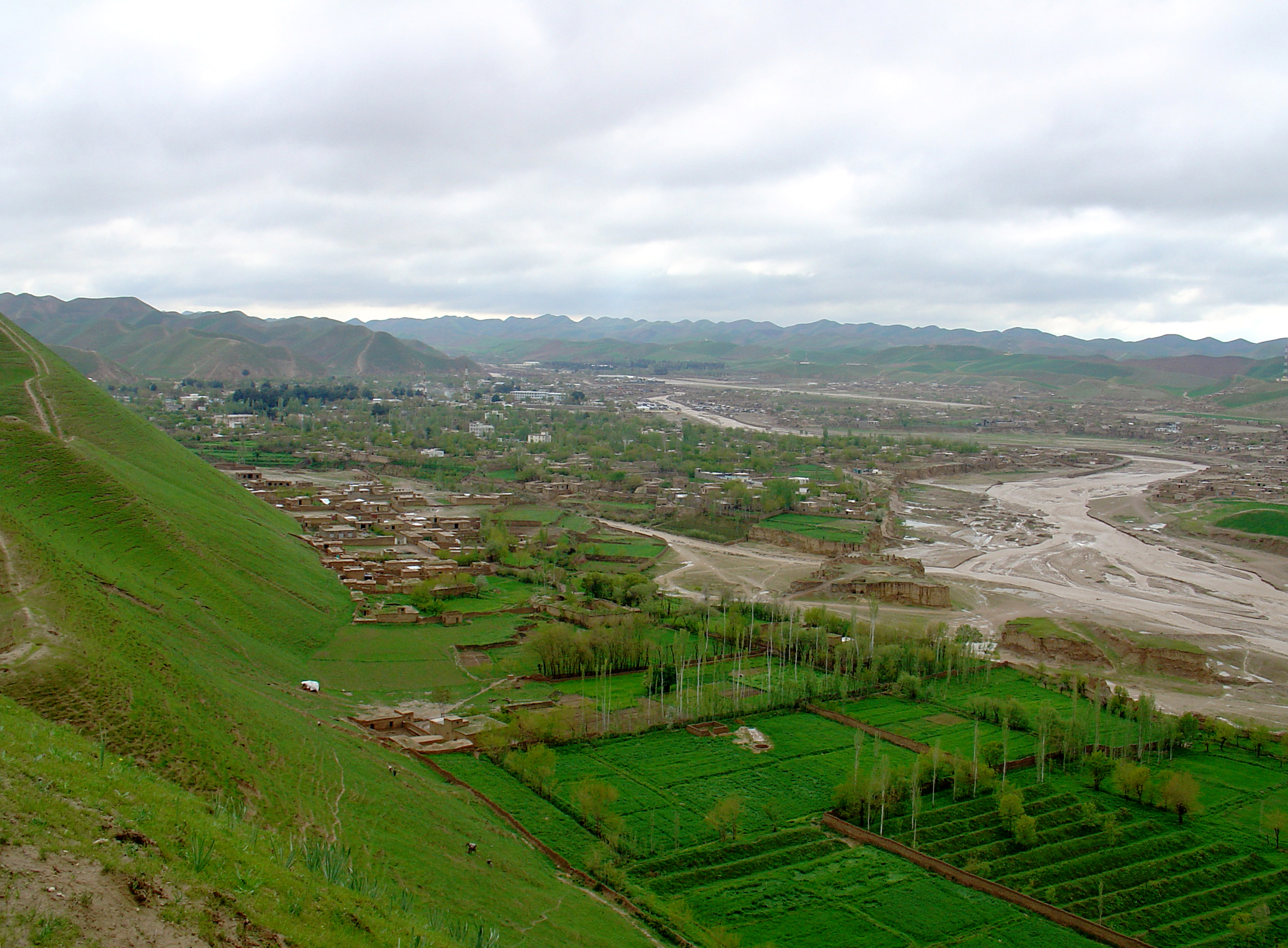
طبیعت شهر قلعهٔ‌نو

قلعهٔ‌نو در کنار جاده‌های قادس و کشک که از راه تجارتی هرات - میمنه جدا می‌شوند، واقع است.

## تاریخ
این شهر به دستور دوریش علی خان هزاره، نائب الحکومه هرات ساخته شد.

## آب و هوا
قلعه‌نو دارای آب و هوای نیمه خشک سرد (طبقه‌بندی اقلیمی کوپن) با تابستان‌های گرم و زمستان‌های سرد است. بارش کم دارد که بیشتر در زمستان اتفاق می‌افتد.
| داده‌های اقلیم قلعه‌نو              | داده‌های اقلیم قلعه‌نو | داده‌های اقلیم قلعه‌نو | داده‌های اقلیم قلعه‌نو | داده‌های اقلیم قلعه‌نو | داده‌های اقلیم قلعه‌نو | داده‌های اقلیم قلعه‌نو | داده‌های اقلیم قلعه‌نو | داده‌های اقلیم قلعه‌نو | داده‌های اقلیم قلعه‌نو | داده‌های اقلیم قلعه‌نو | داده‌های اقلیم قلعه‌نو | داده‌های اقلیم قلعه‌نو | داده‌های اقلیم قلعه‌نو |
| ماه                               | ژانویه               | فوریه                | مارس                 | آوریل                | مه                   | ژوئن                 | ژوئیه                | اوت                  | سپتامبر              | اکتبر                | نوامبر               | دسامبر               | سال                  |
| --------------------------------- | -------------------- | -------------------- | -------------------- | -------------------- | -------------------- | -------------------- | -------------------- | -------------------- | -------------------- | -------------------- | -------------------- | -------------------- | -------------------- |
| سابقهٔ بیش‌ترین °C (°F)             | ۲۳٫۲ (۷۴)            | ۲۵٫۴ (۷۸)            | ۳۲٫۷ (۹۱)            | ۳۳٫۵ (۹۲)            | ۳۹٫۱ (۱۰۲)           | ۴۲٫۵ (۱۰۹)           | ۴۲٫۸ (۱۰۹)           | ۴۰٫۰ (۱۰۴)           | ۳۷٫۷ (۱۰۰)           | ۳۵٫۰ (۹۵)            | ۳۰٫۵ (۸۷)            | ۲۶٫۵ (۸۰)            | ۴۲٫۸ (۱۰۹)           |
| میانگین بیش‌ترین °C (°F)           | ۶٫۳ (۴۳)             | ۷٫۴ (۴۵)             | ۱۴٫۹ (۵۹)            | ۲۱٫۹ (۷۱)            | ۲۹٫۰ (۸۴)            | ۳۳٫۷ (۹۳)            | ۳۵٫۸ (۹۶)            | ۳۳٫۵ (۹۲)            | ۲۹٫۰ (۸۴)            | ۲۳٫۰ (۷۳)            | ۱۶٫۷ (۶۲)            | ۱۰٫۲ (۵۰)            | ۲۱٫۷۸ (۷۱)           |
| میانگین روزانه °C (°F)            | ۰٫۱ (۳۲)             | ۲٫۴ (۳۶)             | ۳٫۶ (۳۸)             | ۱۵٫۱ (۵۹)            | ۲۰٫۸ (۶۹)            | ۲۵٫۸ (۷۸)            | ۲۸٫۲ (۸۳)            | ۲۵٫۳ (۷۸)            | ۲۰٫۵ (۶۹)            | ۱۴٫۰ (۵۷)            | ۸٫۶ (۴۷)             | ۳٫۹ (۳۹)             | ۱۴٫۰۳ (۵۷٫۱)         |
| میانگین کم‌ترین °C (°F)            | −۴٫۰ (۲۵)            | −۲٫۴ (۲۸)            | ۲٫۹ (۳۷)             | ۸٫۹ (۴۸)             | ۱۲٫۰ (۵۴)            | ۱۵٫۸ (۶۰)            | ۱۸٫۲ (۶۵)            | ۱۶٫۱ (۶۱)            | ۱۰٫۰ (۵۰)            | ۵٫۰ (۴۱)             | ۱٫۸ (۳۵)             | −۰٫۸ (۳۱)            | ۶٫۹۶ (۴۴٫۶)          |
| سابقهٔ کم‌ترین °C (°F)              | −۲۷٫۳ (−۱۷)          | −۲۶٫۱ (−۱۵)          | −۱۰٫۹ (۱۲)           | −۹٫۰ (۱۶)            | ۲٫۳ (۳۶)             | ۶٫۶ (۴۴)             | ۱۱٫۲ (۵۲)            | ۶٫۳ (۴۳)             | ۰٫۲ (۳۲)             | −۷٫۰ (۱۹)            | −۹٫۶ (۱۵)            | −۲۳٫۴ (−۱۰)          | −۲۷٫۳ (−۱۷)          |
| بارندگی میلی‌متر (اینچ)            | ۶۳٫۹ (۲٫۵۲)          | ۷۷٫۰ (۳٫۰۳)          | ۹۷٫۵ (۳٫۸۴)          | ۴۷٫۳ (۱٫۸۶)          | ۱۲٫۳ (۰٫۴۸)          | ۰٫۰ (۰)              | ۰٫۰ (۰)              | ۰٫۰ (۰)              | ۰٫۶ (۰٫۰۲)           | ۶٫۷ (۰٫۲۶)           | ۱۷٫۹ (۰٫۷)           | ۵۳٫۴ (۲٫۱)           | ۳۷۶٫۶ (۱۴٫۸۱)        |
| میانگین روزهای بارانی             | ۵                    | ۷                    | ۱۰                   | ۹                    | ۳                    | ۰                    | ۰                    | ۰                    | ۰                    | ۲                    | ۴                    | ۵                    | ۴۵                   |
| میانگین روزهای برفی               | ۶                    | ۵                    | ۳                    | ۰                    | ۰                    | ۰                    | ۰                    | ۰                    | ۰                    | ۰                    | ۱                    | ۳                    | ۱۸                   |
| درصد رطوبت                        | ۷۸                   | ۷۵                   | ۷۵                   | ۷۰                   | ۵۳                   | ۳۹                   | ۳۷                   | ۳۷                   | ۴۳                   | ۵۳                   | ۶۰                   | ۷۶                   | ۵۸                   |
| میانگین روزانه ساعت‌های تابش آفتاب | ۱۲۷٫۴                | ۱۲۰٫۸                | ۱۷۰٫۹                | ۱۶۲٫۵                | ۲۶۴٫۰                | ۳۴۴٫۸                | ۳۶۷٫۲                | ۳۳۴٫۰                | ۳۱۰٫۸                | ۱۹۷٫۰                | ۱۷۵٫۴                | ۱۱۰٫۲                | ۲٬۶۸۵                |
| منبع: NOAA (1970-1983)            |                      |                      |                      |                      |                      |                      |                      |                      |                      |                      |                      |                      |                      |